# Genetikai kutató szervezetek
Olyan szervezetek listája, melyek genetikával foglalkoznak, vagy abban érdekeltek:

## Cégek
- Affymetrix, UK  Archiválva 2010. január 15-i dátummal a Wayback Machine-ben
- Applied Biosystems, Foster City, CA
- Celera Genomics
- Genentech, San Francisco, CA
- Applera Norwalk, CT
- Genetix, Hampshire, UK  Archiválva 2005. július 27-i dátummal a Wayback Machine-ben
- The NanoAging Institute, Québec, UK

## Kutatóintézetek

### Amerika
- Arizona, USA
  - Translational Genomics Research Institute, Phoenix founded in July of 2002
- Arkansas, USA
  - Whitetail Genetic Research Institute, Jerusalem,
- Kalifornia, USA
  - Genetic Information Research Institute, Mountain View, Kalifornia founded 1994 
  - Stanford Egyetem, Stanford, Kalifornia  Archiválva 2005. szeptember 11-i dátummal a Wayback Machine-ben
- Florida, USA
  - University of Florida Genetics Institute, Miami
- Maryland, USA
  - The Institute for Genomic Research (TIGR), founded in 1992 by Craig Venter
  - Howard Hughes Medical Institute, Chevy Chase
- Massachusetts, USA
  - Whitehead Institute Center for Genome Research, Cambridge,
- New York, USA
  - Cold Spring Harbor Laboratory, Cold Spring Harbor, NY,
- Washington, USA
  - Research Institute for Genetic and Human Therapy,
- USA
  - Center for the Advancement of Genomics
  - National Human Genome Research Institute, alapítva: 1989 
  - Washingtoni Egyetem, St. Louis,

### Európa
- Ausztria
  - Institut für Forstgenetik, Bécs
- Németország
  - Zentrum für genetische Forschung, (part of Max-Planck-Institute für Psychiatrie und Biochemie) München
  - Institut für Humangenetik, Hamburg 
  - Institut für Humangenetik, (Klinikum der Ruprecht-Karls-Universität Heidelberg), Heidelberg 
  - Institut für Humangenetik, (Friedrich-Alexander-Universität), Erlangen-Nürnberg 
  - Institut für Humangenetik (Friedrich-Wilhelms-Universität), Bonn 
  - Institut für Humangenetik, (Universität Lübeck), Lübeck 
  - Max Planck Institute for Molecular Genetics, Berlin 
  - European Molecular Biology Lab (EMBL), Heidelberg
- Olaszország
  - International Plant Genetic Resources Institute,  Maccarese (Fiumicino)
- Egyesült Királyság
  - Department of Genetics, University of Cambridge 
  - Imperial College Genetics and Genomics Research Institute, Hammersmith Hospital, London

### Ázsia/Csendes-óceán vidéke
- Ausztrália
  - Commonwealth Scientific and Industrial Research Organisation
- Hongkong
  - Chinese University of Hong Kong, 
  - Hong Kong Institute of Biotechnology, 
  - Institute of Molecular Biology, Hong Kong,
- Kína
  - Beijing Genomics Institute, Peking, Beijing Genomics Institute website
  - The National Human Genome Centre in Southern China, Sanghaj
  - The National Human Genome Centre in Northern China, Peking
  - Huada Human Genome Research Centre
  - Bio Island Haizhu, Kanton 
  - The Human Genome Centre of the Chinese Academy of Science (CAS)
- Szingapúr
  - Biopolis, Singapore 
  - Genome Institute of Singapore 
  - Bioinformatik Institute, Singapore 
  - Institute of Molecular and Cell Biology 
  - Bioinformatics Center, Singapore  Archiválva 2005. augusztus 26-i dátummal a Wayback Machine-ben

### Afrika
- Kenya
  - International Livestock Research Institute (ILRI), Nairobi,

## A genetikai kutatást figyelő szervezetek
- GeneWatch , Egyesült Királyság
- Council for Responsible Genetics , USA
- Smallpox Bio Security  Conference 21-22 Oct 2003, Genf, Svájc
- Sunshine Project , Hamburg, Németország és Austin, Texas